# 弗利尼
弗利尼（法語：Fligny，法語發音：[fliɲi]）是法国上法蘭西大區阿登省的一个市镇，属于沙勒维尔-梅济耶尔区。

## 地理
弗利尼（49°52'55"N, 4°15'54"E）面积6.85 平方千米，位于法国大東部大區阿登省，该省份为法国北部内陆省份，西接埃纳省，南至马恩省，东临默兹省，北与比利时接壤。
与弗利尼接壤的市镇（或旧市镇、城区）包括：阿尼马丹略、欧日、小锡尼、塔尔济。

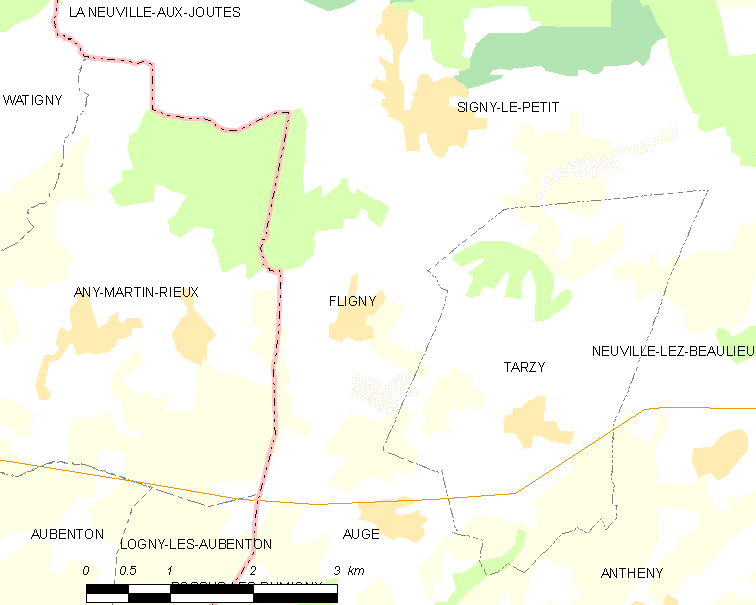
弗利尼的OSM定位图

弗利尼的时区为UTC+01:00、UTC+02:00（夏令时）。

## 行政
弗利尼的邮政编码为08380，INSEE市镇编码为08172。

## 政治
弗利尼所属的省级选区为罗克鲁瓦县。

## 人口

1962-2008年间弗利尼人口变化图示

弗利尼于2022年1月1日时的人口数量为155人。